# Gustav Klucis
Gustav Gustavovič Klucis (in russo Густав Густавович Клуцис?, trasl. angl. Klutsis,  in lettone: Gustavs Klucis; Rūjiena, 4 gennaio 1895 – Mosca, 26 febbraio 1938) è stato un artista e fotografo lettone, uno dei maggiori pionieri dell'avanguardia costruttivista del XX secolo. Fu anche particolarmente noto per la sua attività di propaganda stalinista insieme alla moglie Valentina Kulagina.

## Biografia
Klucis nasce a Rūjiena (all'epoca appartenente all'impero russo, divenuta in seguito Lettonia) e inizia la sua formazione artistica a Riga nel 1913, continuandola in seguito grazie alla Società Imperiale per la Promozione delle Arti di San Pietroburgo. Nel 1915 si arruola nell'esercito Russo, prestando servizio in un distaccamento di fucilieri lettoni, si trasferisce a Mosca nel 1917. Durante i tre anni successivi studia arte con i professori Kazimir Severinovič Malevič e Anton Pevsner, si unisce al Partito Comunista della Federazione Russa, e incontra e sposa Valentina Kulagina (1902-1987). Si diploma alla scuola d'arte statale Vkhutemas (tra i cui docenti figuravano Alexander Rodchenko e Ljubov' Sergeevna Popova), dove lavorerà come insegnante di teoria dei colori dal 1924 fino alla chiusura della scuola nel 1930.
Klucis è uno dei quattro artisti a cui viene attribuita l'invenzione del fotomontaggio politico nel 1918, insieme ai dadaisti tedeschi Hannah Höch e Raoul Hausmann e al russo El Lissitzky.
Egli ha prodotto, scritto e insegnato arte politica per lo stato sovietico per il resto della sua vita. Quando l'ambiente politico fu degradato negli anni Venti e Trenta, Klucis e Kulagina furono sottoposti a crescenti pressioni per limitarne la creatività. Dal 1935 la sua arte fu dedicata al culto della personalità di Stalin.
Nonostante il suo attivo e fedele servizio nel partito, all'inizio del 1938 fu arrestato e presto fucilato (mentre secondo altre fonti sarebbe stato ucciso il 16 marzo 1944 in uno dei campi dell'Asia centrale), mentre era in procinto di partire verso New York nel 1939. Fu condannato a morte da una commissione del NKVD l'11 febbraio e giustiziato il 26 febbraio 1938; fu accusato di partecipare a una "organizzazione terrorista nazionalista controrivoluzionaria" e giustiziato con altri intellettuali e artisti lettoni. 
Il 25 agosto 1956 fu riabilitato. Poiché la sua morte non fu annunciata, Kulagina fu angosciata per anni a causa della sua scomparsa. Fino al 1989 non si sapeva che fosse stato giustiziato per ordine di Stalin. Grazie alla donazione di Kulagina nel 1964 il Museo nazionale delle belle arti di Riga ospita una delle più grandi collezioni al mondo di opere del marito.